# Schronisko przy Jaskini Mamutowej Pierwsze
Schronisko przy Jaskini Mamutowej Pierwsze – jaskinia typu schronisko na lewym zboczu górnej części Doliny Kluczwody w miejscowości Wierzchowie w województwie małopolskim, w powiecie krakowskim, w gminie Wielka Wieś. Pod względem geograficznym znajduje się na Wyżynie Olkuskiej będącej częścią Wyżyny Krakowsko-Częstochowskiej.

## Opis jaskini
Schronisko znajduje się w Wierzchowskiej Grani, około 20 m powyżej poziomu drogi. Ma jeden otwór na południowej jej stronie i cztery otwory na północnej stronie. Za otworem południowym jest górna część schroniska mająca postać wydłużonej, dość wysokiej komory. W lewej jej części znajduje się studzienka odkopana przez grotołazów w 2017 roku. Prowadzi do dolnej części schroniska, w której również jest niewielka salka. Jest nieco większa i ma 4 otwory.
Schronisko powstało w uławiconych późnojurajskich wapieniach skalistych wskutek procesów tektoniczno-wietrzeniowych, a także wskutek przepływu wody. Widoczne na ścianach górnej i dolnej części schroniska ślady świadczą o dużym wpływie uławicenia na jego powstanie i budowę. Nacieków brak. Namulisko składa się gliny, zmieszanej z drobnym i średniej wielkości gruzem wapiennym. Jest w całości widne, w miejscach silniej oświetlonych na jego ścianach rozwijają się glony. Zwierząt nie zaobserwowano.

## Historia poznania
Schronisko znane od dawna. W literaturze po raz pierwszy opisał go Kazimierz Kowalski w 1951 roku. Wówczas były to dwa odrębne schroniska i nadał im nazwę Schronisko przy Jaskini Mamutowej I i Schronisko przy Jaskini Mamutowej II. Tak samo potraktowali je A. Górny i M. Szelerewiczw 1986 r. W 2017 r. po odkopaniu połączenia między nimi schroniska te stały się jednym schroniskiem o nazwie Schronisko przy Jaskini Mamutowej Pierwsze. Jego plan opracował N. Sznober w 2015 r.

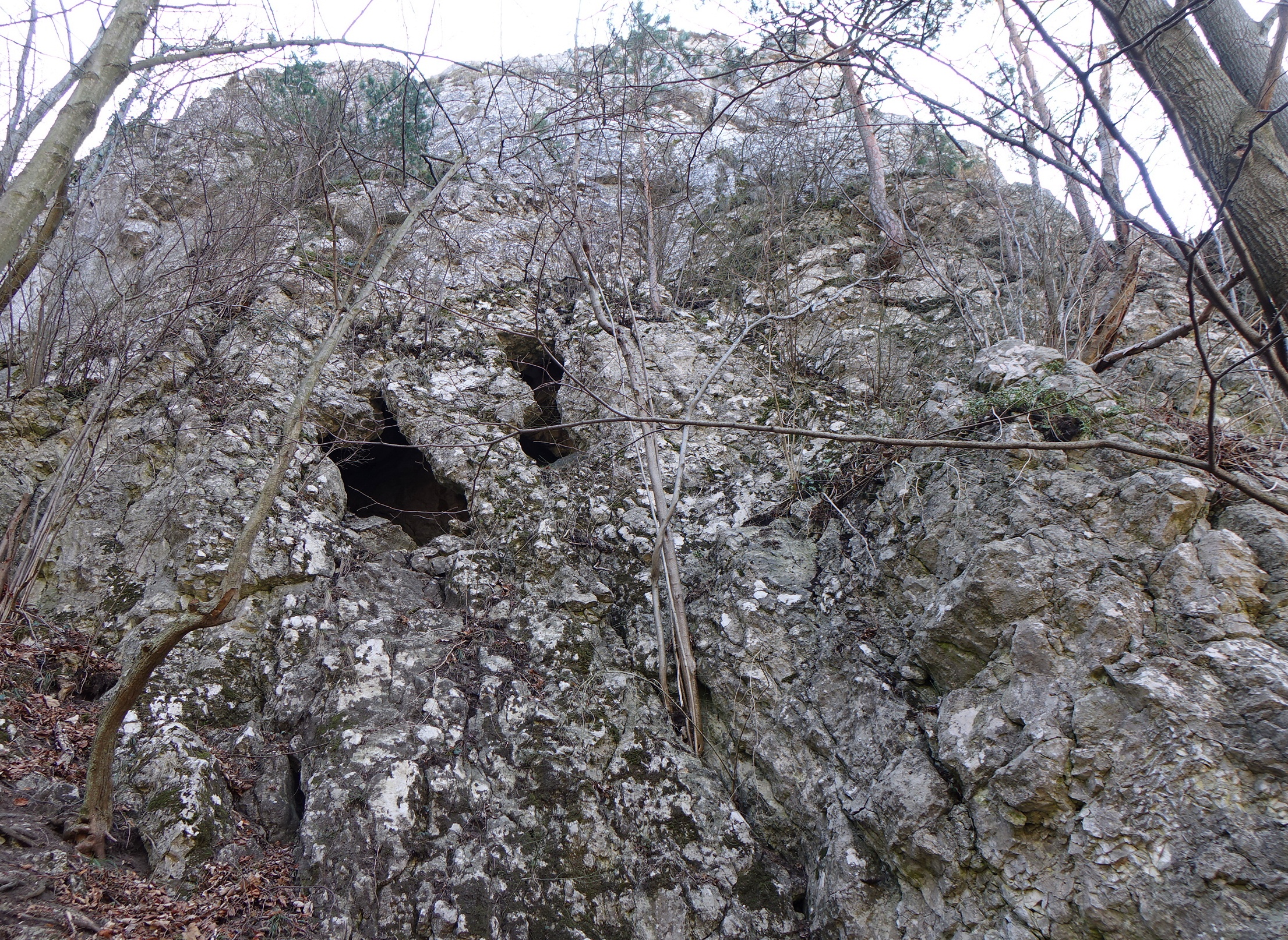
Otwory północne
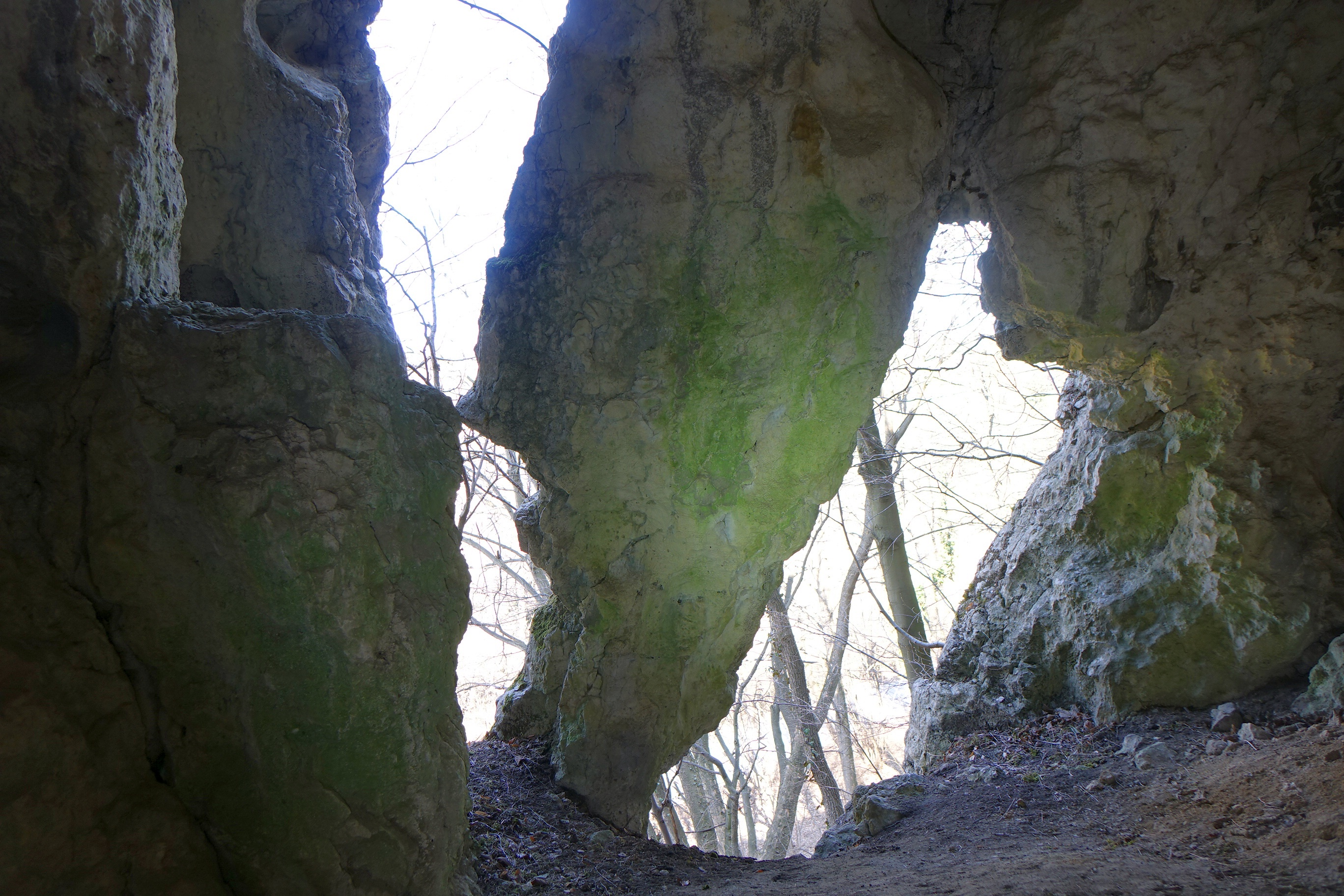
Widok z dolnej salki
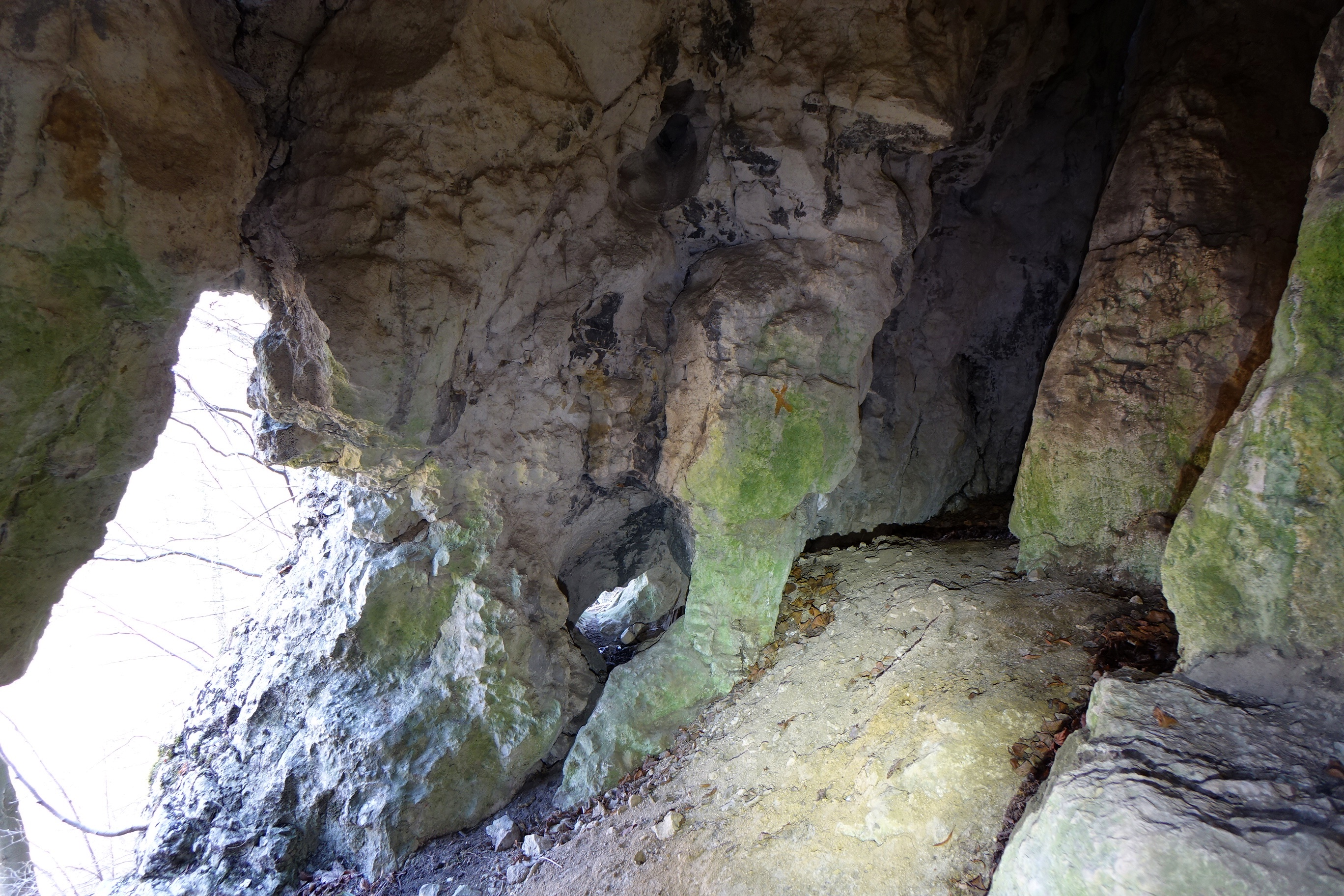
Dolna salka
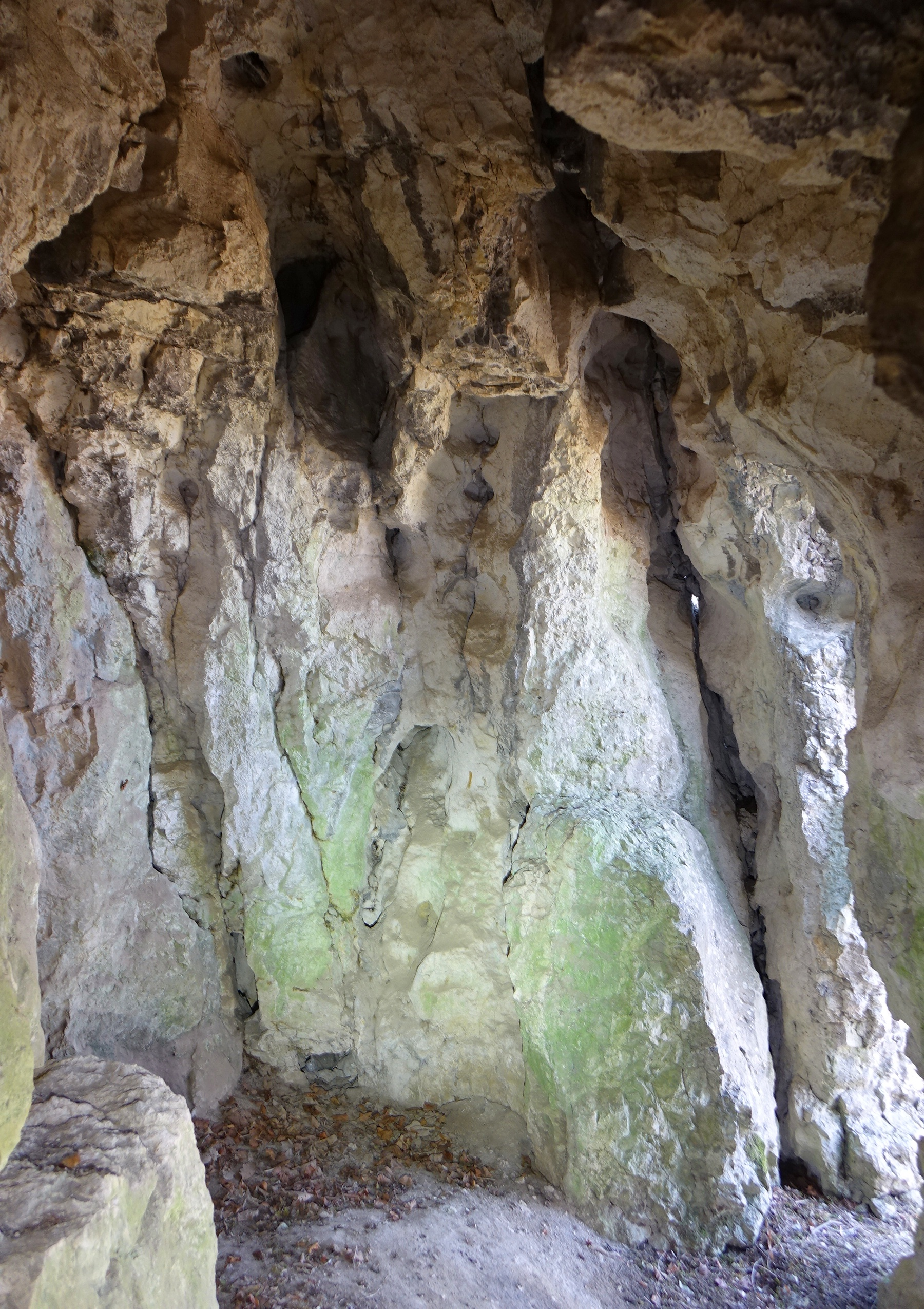
Dolna salka